# Acragas rosenbergi
Acragas rosenbergi là một loài nhện trong họ Salticidae.
Loài này thuộc chi Acragas. Acragas rosenbergi được Eugène Simon miêu tả năm 1901.